# Aleksandr Ivanovič Poležaev
Aleksandr Ivanovič Poležaev (Pokryšino, 1806 – Mosca, 1838) è stato un poeta russo.

## Biografia
Poležaev culminò i suoi corsi di studio all'Università statale di Mosca (filologia), dove iniziò ancora giovanissimo a scrivere poesie che suscitarono l'attenzione dei dirigenti dell'università, che gli diedero il compito di scrivere un'ode dedicata all'imperatore Alessandro I di Russia.
Nonostante questo grande consenso e successo, il poeta passò dall'altare alla polvere a causa di un poema intitolato Saša, intriso di descrizioni delle condizioni sociali contemporanee, che venne letto dall'imperatore Nicola I di Russia.
Le conseguenze della lettura dell'autorità del poemetto furono molto negative per Poležaev, che dovette rinunciare all'università e arruolarsi nell'esercito, passando da una peripezia e una disgrazia all'altra che ebbero conseguenze fortemente negative sia riguardo alla sua salute sia sulle sue poesie.
Se agli inizi della sua carriera si avvicinò allo stile di Alphonse de Lamartine, piano piano creò un suo proprio modo di scrittura, anche per non essere troppo influenzato da un altro grande scrittore, come Aleksandr Sergeevič Puškin.
Nei suoi poemetti intitolati Pesn' pogibajuščego (Canto del naufrago), e Pesn' plennogo Irokezca (Canto dell'Irokes prigioniero), evidenziò originalità e creatività, oltre che sensibilità, nel tentativo di trascendere il proprio sconforto.
Tra le immagini più significative e più elevate vi sono quelle dedicate alla natura e i canti amorosi.

## Opere
- Saša;
- Pesn' pogibajuščego (Canto del naufrago);
- Pesn' plennogo Irokezca (Canto dell'Irokes prigioniero).